# Gran Premi de França del 2019
El Gran Premi de França de Fórmula 1, la vuitena cursa de la temporada 2019, es disputà de dia 21 a dia 23 de juny de 2019, al circuit Paul Ricard, a Lo Castelet, França.

## Qualificació
La qualificació es va celebrar el dia 22 de juny.
| Pos                  | No | Pilot              | Constructor           | Part 1   | Part 2   | Part 3   | Sortida |
| -------------------- | -- | ------------------ | --------------------- | -------- | -------- | -------- | ------- |
| 1                    | 44 | Lewis Hamilton     | Mercedes              | 1:30.609 | 1:29.520 | 1:28.319 | 1       |
| 2                    | 77 | Valtteri Bottas    | Mercedes              | 1:30.550 | 1:29.437 | 1:28.605 | 2       |
| 3                    | 16 | Charles Leclerc    | Ferrari               | 1:30.647 | 1:29.699 | 1:28.965 | 3       |
| 4                    | 33 | Max Verstappen     | Red Bull-Honda        | 1:31.327 | 1:30.099 | 1:29.409 | 4       |
| 5                    | 4  | Lando Norris       | McLaren-Renault       | 1:30.989 | 1:30.019 | 1:29.418 | 5       |
| 6                    | 55 | Carlos Sainz Jr.   | McLaren-Renault       | 1:31.073 | 1:30.319 | 1:29.522 | 6       |
| 7                    | 5  | Sebastian Vettel   | Ferrari               | 1:31.075 | 1:29.506 | 1:29.799 | 7       |
| 8                    | 3  | Daniel Ricciardo   | Renault               | 1:30.954 | 1:30.369 | 1:29.918 | 8       |
| 9                    | 10 | Pierre Gasly       | Red Bull-Honda        | 1:31.152 | 1:30.421 | 1:30.184 | 9       |
| 10                   | 99 | Antonio Giovinazzi | Alfa Romeo-Ferrari    | 1:31.180 | 1:30.408 | 1:33.420 | 10      |
| 11                   | 23 | Alexander Albon    | Toro Rosso-Honda      | 1:31.445 | 1:30.461 |          | 11      |
| 12                   | 7  | Kimi Räikkönen     | Alfa Romeo-Ferrari    | 1:30.972 | 1:30.533 |          | 12      |
| 13                   | 27 | Nico Hülkenberg    | Renault               | 1:30.865 | 1:30.544 |          | 13      |
| 14                   | 11 | Sergio Pérez       | Racing Point-Mercedes | 1:30.964 | 1:30.738 |          | 14      |
| 15                   | 20 | Kevin Magnussen    | Haas-Ferrari          | 1:31.166 | 1:31.440 |          | 15      |
| 16                   | 26 | Daniïl Kviat       | Toro Rosso-Honda      | 1:31.564 |          |          | 201     |
| 17                   | 8  | Romain Grosjean    | Haas-Ferrari          | 1:31.626 |          |          | 16      |
| 18                   | 18 | Lance Stroll       | Racing Point-Mercedes | 1:31.726 |          |          | 17      |
| 19                   | 63 | George Russell     | Williams-Mercedes     | 1:32.789 |          |          | 191     |
| 20                   | 88 | Robert Kubica      | Williams-Mercedes     | 1:33.205 |          |          | 18      |
| 107% Temps: 1:36.888 |    |                    |                       |          |          |          |         |
| Font                 |    |                    |                       |          |          |          |         |

Notes
- ^1 Daniïl Kviat i George Russell foram penalitzats amb sortir des de la part posterior de la graella de sortida, després de canviar components dels motors.

## Resultats de la Cursa
La cursa va ser realitzada en el dia 23 de juny.
| Pos                                                                | No | Pilot              | Constructor           | Voltes | Temps / Retirada | Pos.Sortida | Punts |
| ------------------------------------------------------------------ | -- | ------------------ | --------------------- | ------ | ---------------- | ----------- | ----- |
| 1                                                                  | 44 | Lewis Hamilton     | Mercedes              | 53     | 1:24:31.198      | 1           | 25    |
| 2                                                                  | 77 | Valtteri Bottas    | Mercedes              | 53     | +18.056          | 2           | 18    |
| 3                                                                  | 16 | Charles Leclerc    | Ferrari               | 53     | +18.985          | 3           | 15    |
| 4                                                                  | 33 | Max Verstappen     | Red Bull-Honda        | 53     | +34.905          | 4           | 12    |
| 5                                                                  | 5  | Sebastian Vettel   | Ferrari               | 53     | +1:02.796        | 7           | 111   |
| 6                                                                  | 55 | Carlos Sainz Jr.   | McLaren-Renault       | 53     | +1:35.462        | 6           | 8     |
| 7                                                                  | 7  | Kimi Räikkönen     | Alfa Romeo-Ferrari    | 52     | +1 volta         | 12          | 6     |
| 8                                                                  | 27 | Nico Hülkenberg    | Renault               | 52     | +1 volta         | 13          | 4     |
| 9                                                                  | 4  | Lando Norris       | McLaren-Renault       | 52     | +1 volta         | 5           | 2     |
| 10                                                                 | 10 | Pierre Gasly       | Red Bull-Honda        | 52     | +1 volta         | 9           | 1     |
| 11                                                                 | 3  | Daniel Ricciardo   | Renault               | 52     | +1 volta2        | 8           |       |
| 12                                                                 | 11 | Sergio Pérez       | Racing Point-Mercedes | 52     | +1 volta         | 14          |       |
| 13                                                                 | 18 | Lance Stroll       | Racing Point-Mercedes | 52     | +1 volta         | 17          |       |
| 14                                                                 | 26 | Daniïl Kviat       | Toro Rosso-Honda      | 52     | +1 volta         | 19          |       |
| 15                                                                 | 23 | Alexander Albon    | Toro Rosso-Honda      | 52     | +1 volta         | 11          |       |
| 16                                                                 | 99 | Antonio Giovinazzi | Alfa Romeo-Ferrari    | 52     | +1 volta         | 10          |       |
| 17                                                                 | 20 | Kevin Magnussen    | Haas-Ferrari          | 52     | +1 volta         | 15          |       |
| 18                                                                 | 88 | Robert Kubica      | Williams-Mercedes     | 51     | +2 voltes        | 18          |       |
| 19                                                                 | 63 | George Russell     | Williams-Mercedes     | 51     | +2 voltes        | 20          |       |
| Ret                                                                | 8  | Romain Grosjean    | Haas-Ferrari          | 44     | Retirat          | 16          |       |
| Volta ràpida: Sebastian Vettel (Ferrari) — 1:32.740 (en el lap 53) |    |                    |                       |        |                  |             |       |
| Font:                                                              |    |                    |                       |        |                  |             |       |

Notes
- ^1 Inclòs 1 punt extra per la volta ràpida.
- ^2 Daniel Ricciardo va rebrà 2 penalitzacions de 5 segons en el temp final per sortir del circuit i tornar de manera insegura i el segon, per guanyant avantatge deixant els límits de la pista.[6]

## Classificació després de la cursa
| Pos. | Pilot            | Punts | Canvis |
| ---- | ---------------- | ----- | ------ |
| 1    | Lewis Hamilton   | 187   | =      |
| 2    | Valtteri Bottas  | 151   | =      |
| 3    | Sebastian Vettel | 111   | =      |
| 4    | Max Verstappen   | 100   | =      |
| 5    | Charles Leclerc  | 87    | =      |

| Pos. | Constructor     | Punts | Canvis |
| ---- | --------------- | ----- | ------ |
| 1    | Mercedes        | 338   | =      |
| 2    | Ferrari         | 198   | =      |
| 3    | Red Bull-Honda  | 137   | =      |
| 4    | McLaren-Renault | 40    | =      |
| 5    | Renault         | 32    | =      |